# Nuoto ai campionati mondiali di nuoto 2007 - 400 metri misti maschili
La gara di nuoto 400 metri misti maschili dei campionati mondiali di nuoto 2007 è stata disputata il 1º aprile presso la Rod Laver Arena di Melbourne.
Accreditati alla partenza 50 atleti.

## Podio
| Posizione | Atleta         | Nazionalità |
| --------- | -------------- | ----------- |
| Oro       | Michael Phelps | Stati Uniti |
| Argento   | Ryan Lochte    | Stati Uniti |
| Bronzo    | Luca Marin     | Italia      |

## Programma
| Data           | Ora   | Turno    |
| -------------- | ----- | -------- |
| 1º aprile 2007 | 10:00 | Batterie |
| 1º aprile 2007 | 19:26 | Finale   |

## Record
Prima della manifestazione il record del mondo e il record dei campionati erano i seguenti.
| Record mondiale       | 4'08"29 | Michael Phelps Stati Uniti | 14 agosto 2004 Atene, Grecia      |
| Record dei campionati | 4'09"09 | Michael Phelps Stati Uniti | 27 luglio 2003 Barcellona, Spagna |

Nel corso della competizione sono stati migliorati.

## Risultati

### Batterie
I migliori 8 tempi accedono alla finale
| Pos. | Batteria | Corsia | Atleta                  | Nazionalità   | Tempo   | Note |
| ---- | -------- | ------ | ----------------------- | ------------- | ------- | ---- |
| 1    | 6        | 4      | Michael Phelps          | Stati Uniti   | 4:12.01 | Q    |
| 2    | 6        | 5      | Luca Marin              | Italia        | 4:13.33 | Q    |
| 3    | 7        | 5      | Oussama Mellouli        | Tunisia       | 4:13.44 | Q    |
| 4    | 5        | 4      | Ryan Lochte             | Stati Uniti   | 4:13.71 | Q    |
| 5    | 7        | 4      | László Cseh             | Ungheria      | 4:15.41 | Q    |
| 6    | 7        | 3      | Ioannis Drymonakos      | Grecia        | 4:16.65 | Q    |
| 7    | 7        | 8      | Tamás Kerékjártó        | Ungheria      | 4:17.68 | Q    |
| 8    | 5        | 3      | Vasileios Demetis       | Grecia        | 4:17.73 | Q    |
| 9    | 7        | 1      | Andrey Krylov           | Russia        | 4:18.15 |      |
| 10   | 6        | 2      | Dean Kent               | Nuova Zelanda | 4:18.32 |      |
| 11   | 7        | 6      | Alessio Boggiatto       | Italia        | 4:18.82 |      |
| 12   | 5        | 2      | Brian Johns             | Canada        | 4:19.39 |      |
| 13   | 7        | 2      | Travis Nederpelt        | Australia     | 4:20.22 |      |
| 14   | 5        | 8      | Paweł Korzeniowski      | Polonia       | 4:20.99 |      |
| 15   | 6        | 6      | Shinya Taniguchi        | Giappone      | 4:22.43 |      |
| 16   | 5        | 3      | Hidemasa Sano           | Giappone      | 4:22.68 |      |
| 17   | 6        | 3      | David Carry             | Gran Bretagna | 4:22.76 |      |
| 18   | 6        | 8      | Mihail Alexandrov       | Bulgaria      | 4:23.24 |      |
| 19   | 5        | 7      | Zhao Tao                | Cina          | 4:24.37 |      |
| 20   | 5        | 1      | Dinko Jukić             | Austria       | 4:24.65 |      |
| 21   | 4        | 2      | Kvetosla Svoboda        | Rep. Ceca     | 4:25.13 |      |
| 22   | 4        | 4      | Gard Kvale              | Norvegia      | 4:25.37 |      |
| 23   | 6        | 1      | LI Ziqiang              | Cina          | 4:25.72 |      |
| 24   | 4        | 3      | Carlos Almeida          | Portogallo    | 4:26.42 |      |
| 25   | 7        | 7      | Adam Lucas              | Australia     | 4:26.45 |      |
| 26   | 3        | 4      | Andre Schultz           | Brasile       | 4:27.00 |      |
| 27   | 3        | 5      | Ahmed Mathlouthi        | Tunisia       | 4:28.32 |      |
| 28   | 2        | 4      | Duarte Mourao           | Portogallo    | 4:28.87 |      |
| 29   | 4        | 7      | Chris Christensen       | Danimarca     | 4:28.93 |      |
| 30   | 3        | 6      | Sasa Impric             | Croazia       | 4:29.75 |      |
| 31   | 4        | 5      | Miguel Molina           | Filippine     | 4:34.23 |      |
| 32   | 4        | 6      | Vasilii Danilov         | Kirghizistan  | 4:35.63 |      |
| 33   | 3        | 3      | Diego Bonilla           | Colombia      | 4:35.96 |      |
| 34   | 3        | 2      | Benjamin Guzman Blanco  | Cile          | 4:36.80 |      |
| 35   | 2        | 6      | Shohruh Yunusov         | Uzbekistan    | 4:36.81 |      |
| 36   | 3        | 8      | Rehan Poncha            | India         | 4:37.32 |      |
| 37   | 2        | 5      | Sobitjon Amilov         | Uzbekistan    | 4:37.92 |      |
| 38   | 1        | 3      | Dmitriy Gordiyenko      | Kazakistan    | 4:39.15 |      |
| 39   | 4        | 1      | Zhi Cong Lim            | Singapore     | 4:41.01 |      |
| 40   | 4        | 8      | Iurii Zakharov          | Kirghizistan  | 4:41.75 |      |
| 41   | 3        | 1      | Gianmarco Mosto         | Perù          | 4:43.17 |      |
| 42   | 2        | 2      | Diego Castillo Granados | Panama        | 4:47.72 |      |
| 43   | 3        | 7      | Juan Montenegro         | Guatemala     | 4:47.79 |      |
| 44   | 2        | 7      | Colin Bensadon          | Gibilterra    | 4:48.26 |      |
| 45   | 2        | 1      | Wing Cheung Victor Wong | Macao         | 4:48.99 |      |
| 46   | 2        | 3      | Melvin Chua             | Malaysia      | 4:49.73 |      |
| 47   | 1        | 5      | Eli Ebenezer Wong       |               | 5:10.44 |      |
| --   | 6        | 7      | Nicolas Rostoucher      | Francia       | DNS     |      |
| --   | 1        | 4      | Jehad Al Henidi         | Giordania     | DSQ     |      |
| --   | 5        | 5      | Thiago Pereira          | Brasile       | DSQ     |      |

### Finale
| Pos. | Corsia | Atleta             | Nazionalità | Tempo   | Note            |
| ---- | ------ | ------------------ | ----------- | ------- | --------------- |
|      | 4      | Michael Phelps     | Stati Uniti | 4:06.22 | Record mondiale |
|      | 6      | Ryan Lochte        | Stati Uniti | 4:09.74 |                 |
|      | 5      | Luca Marin         | Italia      | 4:09.88 |                 |
| 4    | 1      | Oussama Mellouli   | Tunisia     | 4:11.68 |                 |
| 5    | 3      | László Cseh        | Ungheria    | 4:14.76 |                 |
| 6    | 2      | Ioannis Drymonakos | Grecia      | 4:15.75 |                 |
| 7    | 7      | Vasileios Demetis  | Grecia      | 4:16.83 |                 |
| 8    | 8      | Tamás Kerékjártó   | Ungheria    | 4:17.32 |                 |

DNS= Non partito

DSQ= Squalificato